# Fejős Éva
Fejős Éva (Budapest, 1967. március 8.) magyar író, újságíró. Írói álnevei: Carol N. Fire, Sydney Scott.

## Életrajz
Első könyvét tizennyolc évesen írta. Számos mini krimit, egészségügyi cikket készített, valamint egy huszonkét részes "segítő" tévéfilmsorozatot a házi betegápolásról, melynek címe Családban marad. 1999-ben Nívódíjat kapott ez a sorozat, melyet a Duna Televízió tűzött műsorára. A petesejt-adományozás törvényi szabályozásában rejlő ellentmondások feltárásáért 2003 novemberében elnyerte a Minőségi Újságírásért díjat. Fejős Éva 2001 és 2012 között dolgozott Nők Lapja munkatársaként, azóta szabadúszó. 
1999-ben álnéven adta ki első regényét, 2008-ban az Ulpius-ház gondozásában jelent meg második kötete, melyet 2012-ig további 11 követett. 2013 elején saját kiadót alapított Erawan néven, ahol saját regényei mellett külföldi szerzők regényeit is kiadja.

## Könyvei
- Holtodiglan (Carol N. Fire néven) (Totem, 1999, ISBN 9635901283)
  - (Most kezdődik címen is)
- Bangkok, tranzit – Hét kereső, akiknek ez a város talán az utolsó állomás, Ulpius-ház, Budapest, 2008 ISBN 9789632541136
- Hotel Bali – Négy barátnő, akiknek a közös múltja titkot rejt, Ulpius-ház, Budapest, 2008 ISBN 9789632541792
- Eper reggelire – Hotel Bali 2., Ulpius-ház, 2009, ISBN 9789632542621
- Csajok – A Vénuszlakók mindennapjai, Ulpius-ház, 2009, ISBN 9789632542393)
- A mexikói – Mindig egy lépéssel előtted jár (Ulpius-ház, 2010, ISBN 9789632543314
- Cuba Libre, Ulpius-ház, 2010, ISBN 9789632543710
- Dalma – Egy különös lány nem hétköznapi élete, Ulpius-ház, Budapest, 2011 ISBN 9789632544380
- Helló, London, Ulpius-ház, 2011, ISBN 9789632544397)
- Karácsony New Yorkban, Ulpius-ház, 2011, ISBN 9789632544816
- Karibi nyár, Ulpius-ház, 2012, ISBN 9789632544625
- Szeretlek, Bangkok, Ulpius-ház, 2012. augusztus, ISBN 9789632546049
- Most kezdődik, Erawan Könyvkiadó, 2013, ISBN 9789630864572
  - (Holtodiglan címen is)
- Nápolyi vakáció (Erawan Könyvkiadó, 2013, ISBN 9789638982742)
- Bangkok, tranzit  (új, átdolg., bőv. kiad.), Erawan, Budapest, 2014
- Száz éjjel vártam, Erawan, Budapest, 2014, ISBN 9789638982728)
- Hotel Bali (új, átdolg., bőv. kiad.), Erawan, Budapest, 2014
- Mert nekünk szeretnünk kell egymást. Kirándulás a sötét titkok és szerelmek álomvilágába, Erawan, Budapest, 2014, ISBN 9789638997708)
- November lánya, Erawan, Budapest, 2014
- Száz éjjel vártam, Erawan, Budapest, 2014
- Száz Éjjel Ügynökség, Erawan, Budapest, 2015
- Utazz velem! Stresszoldó, kreativitást fejlesztő színezőkönyv felnőtteknek, Erawan, Budapest, 2015
- Úton hozzád, Erawan, Budapest, 2015
- Holiday, Erawan, Budapest, 2016
- Lepke naplója – Egy írónő kedvencének színes mindennapjai, Erawan, Budapest, 2016
- Sosincs késő – Kreatív színező életmesékkel, Erawan, Budapest, 2016
- Újra veled, Sydneyben, Erawan, Budapest, 2016
- Bébi – Bumm! Jesszus, szülni 40 fölött?, Erawan, Budapest, 2017
- Csak egy tánc – Csopak, végállomás, új fejezet, Erawan, Budapest, 2018
- A tizenharmadik villamos – Novella, ill. Bartus Beatrix, Mályvavirág Alapítvány, Köröstarcsa, 2018
- Mi sem voltunk angyalok, Erawan, Budapest, 2018
- Sydney Scott: Szélhámos szerelem, Erawan, Budapest, 2018 (Fejős Éva könyvtára)
- Margarita, Erawan, Budapest, 2019
- Csajok 2., Erawan, Budapest, 2019
- Citrom-vanília, ebben a sorrendben – Novella, ill. Bartus Beatrix, Mályvavirág Alapítvány, Köröstarcsa, 2019
- Sydney Scott: Szélhámos játszma – Szélhámos-sorozat 2. rész, Erawan, Budapest, 2019
- A Kaktusz bár, Erawan, Budapest, 2019
- Szünet nélkül… szerelem, Erawan, Budapest, 2020
- Egyszer az életben – A bár, ahol nem hallgatott el a zene – Mozaikregény, Erawan, Budapest, 2020
- Szélhámos eskü, Erawan, Budapest, 2020
- Halál emlékül, Erawan, Budapest, 2020
- Örökre Görögbe, Erawan, Budapest,
- Athén, végállomás, Erawan, Budapest,
- Szélhámos csábítás, Erawan, Budapest,
- Elhitted álmomat, Erawan, Budapest,
- Szélhámos szereposztás, Erawan, Budapest,
- Egy nyár Arubán, Erawan, Budapest,
- Krimi Riminiben, Erawan, Budapest, 2023
- Lumirell és Bellatrix 1. - A trükkös tükör, Erawan, Budapest, 2023
- Szilveszter New Yorkban, Erawan, Budapest, 2023